# Hibiscus Coast

Gemeindegebiet bis 2016

Wappen der Gemeinde

Hibiscus Coast (englisch Hibiscus Coast Local Municipality) war eine südafrikanische Gemeinde im Distrikt Ugu in KwaZulu-Natal. Sitz der Gemeindeverwaltung war Port Shepstone. Nomusa Mqwebu war die letzte Bürgermeisterin. Der ANC stellte zuletzt die Mehrheit im Gemeinderat.
Die Gemeinde war nach dem blühenden Hibiskus benannt, der in dieser Gegend heimisch ist. 2011 hatte die Gemeinde 256.135 Einwohner. Sie deckte ein Gebiet von 839 Quadratkilometern ab. 2016 ging sie nach den Kommunalwahlen durch Fusion mit der Gemeinde Ezinqoleni in der neugegründeten Gemeinde Ray Nkonyeni auf.

## Geografie
Die Hibiscus Coast gehört zur Region South Coast und bildet den südlichsten Küstenstrich KwaZulu-Natals. Seine Länge beträgt 90 Kilometer. Zum Gemeindegebiet gehörte ein 30 Kilometer breiter Küstenstreifen.
In der Gemeinde gab es sechs Tribal-Authority-Gebiete. Diese sind KwaXolo, KwaNzimakwe, KwaNdwalane, KwaMadlala, KwaMavundla und KwaLushaba.
Die wichtigsten Städte in der ehemaligen Gemeinde sind Port Shepstone, Hibberdene und Port Edward.

## Wirtschaft
Hibiscus Coast war das wirtschaftliche Zentrum des Ugu-Distrikts. Das wichtigste Standbein war der Tourismus, außerdem wurde Landwirtschaft betrieben. Um Port Shepstone hatte sich eine Fertigungsindustrie angesiedelt. Die Industrialisierung begann um 1870, als an der Mündung des Mzimkulu River Marmor gefunden wurde. Die wirtschaftlichen Aktivitäten in der Gemeinde beschränkten sich allerdings auf die Küstengebiete. Das Landesinnere war unterentwickelt und die Bevölkerung litt unter Armut.

### Tourismus
Die Hibiscus Coast ist nach Durban das größte Zentrum für Tourismus in Südafrika. Etwa 2,2 Millionen Urlauber kamen jährlich an die 21 Strände im Gemeindegebiet, für die die Hibiscus Coast bekannt ist. Sechs dieser Strände, etwa in Margate, San Lameer, Ramsgate und Hibberdene, sind mit der Blauen Flagge ausgezeichnet. Das milde, subtropische Klima der Hibiscus Coast und die hohe Sonnenscheindauer ziehen auch im Winter Touristen an. Lange Zeit war der Banana Express der Alfred County Railway eine besondere Attraktion. Er fuhr bis Izotsha, wo eine Handarbeitsschule besichtigt werden konnte, und nach Paddock, von wo ein Ausflug ins Oribi Gorge Nature Reserve möglich war. Seit der Stilllegung 2006 existiert dieses Angebot nicht mehr.

### Landwirtschaft
In der Gemeinde wurden Zuckerrohr, Bananen und Nutzholz angebaut. Hauptsächlich für den Eigenbedarf wurde in kleinem Maßstab auch Getreide gepflanzt und Viehzucht betrieben.

## Sehenswürdigkeiten
Jedes Jahr findet zwischen Mai und Juli vor der Küste KwaZulu-Natals der sogenannte Sardine Run statt. Tausende Delfine, Haie, andere Fische und Möwen fressen sehr viele der sich auf Migration befindenden Sardinen. Der Sardinenschwarm ist der größte der Welt. Man kann beobachten, wie Haie und Delfine die Sardinen gemeinsam an die Wasseroberfläche treiben, so dass die Seevögel besser an die Beute kommen.
Sehenswerte Orte im ehemaligen Gemeindegebiet sind:
- der Margate Bird Park, ein Vogelpark mit einer begehbaren Voliere und einem Spielplatz für Kinder
- die Riverbend Crocodile Farm, ein Krokodilpark
- das Skyline Nature Reserve, ein Naturpark mit einem Baumgarten
- das Uvongo River Reserve, ein Naturpark
- der Banana Express, ein Schmalspurdampfzug (außer Betrieb)
- das Oribi Gorge Nature Reserve, ein Naturpark in einer Schlucht des Umzimkulwana River[4]